# Lumbricillus rivalis
Lumbricillus rivalis is een ringworm uit de familie van de Enchytraeidae. De wetenschappelijke naam van de soort is voor het eerst geldig gepubliceerd in 1884 door Levinsen.